# Samira Said
Samira Said, nata Bensaïd (in arabo سميرة سعيد; Rabat, 10 gennaio 1958), è una cantautrice marocchina con cittadinanza egiziana.

## Carriera
Nata a Rabat, in Marocco, inizia a cantare dall'età di nove anni, partecipando anche al talent musicale Mawaheb. In giovane età la famiglia si trasferisce presso Il Cairo, in Egitto, e con questo viaggio inizierà a costruire la propria fama nel panorama musicale arabo. Buona parte delle sue canzoni sono scritte in dialetto egiziano ma non mancano i singoli in marocchino, tra cui Kifash Tlakina e Sarkouh.
Dopo esser tornata in Marocco nel 1977, viene selezionata per rappresentare la madrepatria per la sua prima e unica partecipazione all'Eurovision Song Contest 1980 con il brano Bitaqat Hub (Carta d'amore). Si classifica 18ª con 7 punti.
Nel 2003 ha vinto un World Music Award come miglior artista mediorientale.
Nel 2019 entra a far parte della giuria di The Voice Ahla Sawt, la versione araba del talent show The Voice.

## Vita privata
Samira Saïd è stata sposata dal 1990 al 1994 con il musicista egiziano Hany Mehanna, e successivamente, nel 1994, con l’uomo d’affari marocchino Mustapha Ennaboulssi, padre del suo unico figlio, Chady, nato nell’aprile 1995. Ha divorziato nel 1999.

## Discografia
- Donia Keda (1976)
- Bilab Qeleila (1977)
- Ba Esmo Da Kalam (1978)
- Ladies And Gentlemen (1978)
- Ya Damaeeti Hadi (1978)
- Ahlam El Amira (1979)
- Khalas Habina (1979)
- Bitaqat Hub (1980)
- Asfa (1981)
- Al Gani Baad Youmein (1982)
- Allemnah El Hob (1983)
- Ketr El Kalam  (1983)
- Aish Gab Le Gab (1984)
- Methayaleei (1985)
- Yom Akbelak Feeih (1985)
- Ya Maleki Kalbi (1985)
- Hannetlak (1986)
- Seebak (1986)
- Ana Leek 1986
- Ya Ebn El Helal (1987)
- Mosh Hatnazel Annak (1987)
- Ghariba (1988)
- Sebni Lewahdi (1988)
- Ana Walla Enta (1989)
- Hekaya (1989)
- Ensani (1990)
- Taabak Raha (1990)
- Shoft El Amar (1991)
- Khaifa (1992)
- Ashqa (1993)
- Enta Habeebi (1994)
- Wallah Ma Hansak (1995)
- Kol De Eshaat (1996)
- Alo (1997)
- Aal Bal (1998)
- Roohi (1999)
- Leila Habibi (2000)
- Yom Wara Yom (2002)
- Aweeni Beek (2004)
- Ayaam Hayati (2008)
- Ayzah Aieesh (2015)